# Colin Carruthers
Colin Gordon Carruthers (Agincourt, 17 settembre 1890 – Kingston, 10 novembre 1957) è stato un hockeista su ghiaccio britannico.

## Palmarès

### Olimpiadi invernali
- Bronzo a Chamonix-Mont-Blanc 1924 nell'hockey su ghiaccio.